# Volker Huber
Volker Huber  (Bona, 1934 - 14 de Maio de 2004) foi um empresário alemão, que se destacou principalmente como director de um centro cultural em Almancil, no concelho de Loulé, em Portugal.

## Biografia

### Nascimento
Volker Huber nasceu em 1934 na cidade de Bona, na Alemanha.

### Carreira profissional e cultural
Trabalhou inicialmente no ramo farmacêutico, tendo atingido o posto de vice-presidente europeu numa grande companhia. Desde a década de 1960 que começou a visitar Portugal, acabando por se fixar definitivamente no país em 1980, de forma a criar um local dedicado à cultura, principalmente as artes plásticas, literatura e música. Realizou este objectivo em 7 de Março de 1981, com a fundação do Centro Cultural São Lourenço, em Almancil, com a colaboração da sua esposa, Marie Huber. Até ao final da sua vida, foi o director e dinamizador do centro cultural, que atingiu uma grande reputação tanto a nível nacional ou internacional, com a realização de concertos, a publicação de livros, e a organização de exposições de grandes artistas portugueses e estrangeiros, entre outras iniciativas. Entre os nomes que passaram pelo centro, estiveram José de Guimarães, João Cutileiro, Antoni Tàpies ou Günter Grass, este último laureado com o Prémio Nobel da Literatura.
Outros artistas intimamente associados ao Centro foram David de Almeida, Manuel Baptista, René Bértholo, Ingo Kühl, A. R. Penck, António Costa Pinheiro, Bartolomeu Cid dos Santos.
Volker Huber também teve um grande interesse pela arqueologia, tendo sido um dos fundadores da Associação Arqueológica do Algarve, permitindo o uso regular do centro cultural para as actividades desta associação.
Na sequência do seu falecimento, o centro continuou a ser gerido pela viúva, tendo no entanto acabado por encerrar em 2012. Reabriu no Verão de 2019, com uma nova gerência.

### Falecimento
Morreu em 14 de Maio de 2004.

## Homenagens
Em 2005, o seu nome foi colocado numa rua em Almancil pela Câmara Municipal de Loulé, que também homenageou Volker Huber com uma medalha de mérito. Em 2014, foi organizada a exposição Volker Huber, o Homem e a sua Vida, na Galeria de Arte do Convento Espírito Santo, em Loulé.